# Harenatium

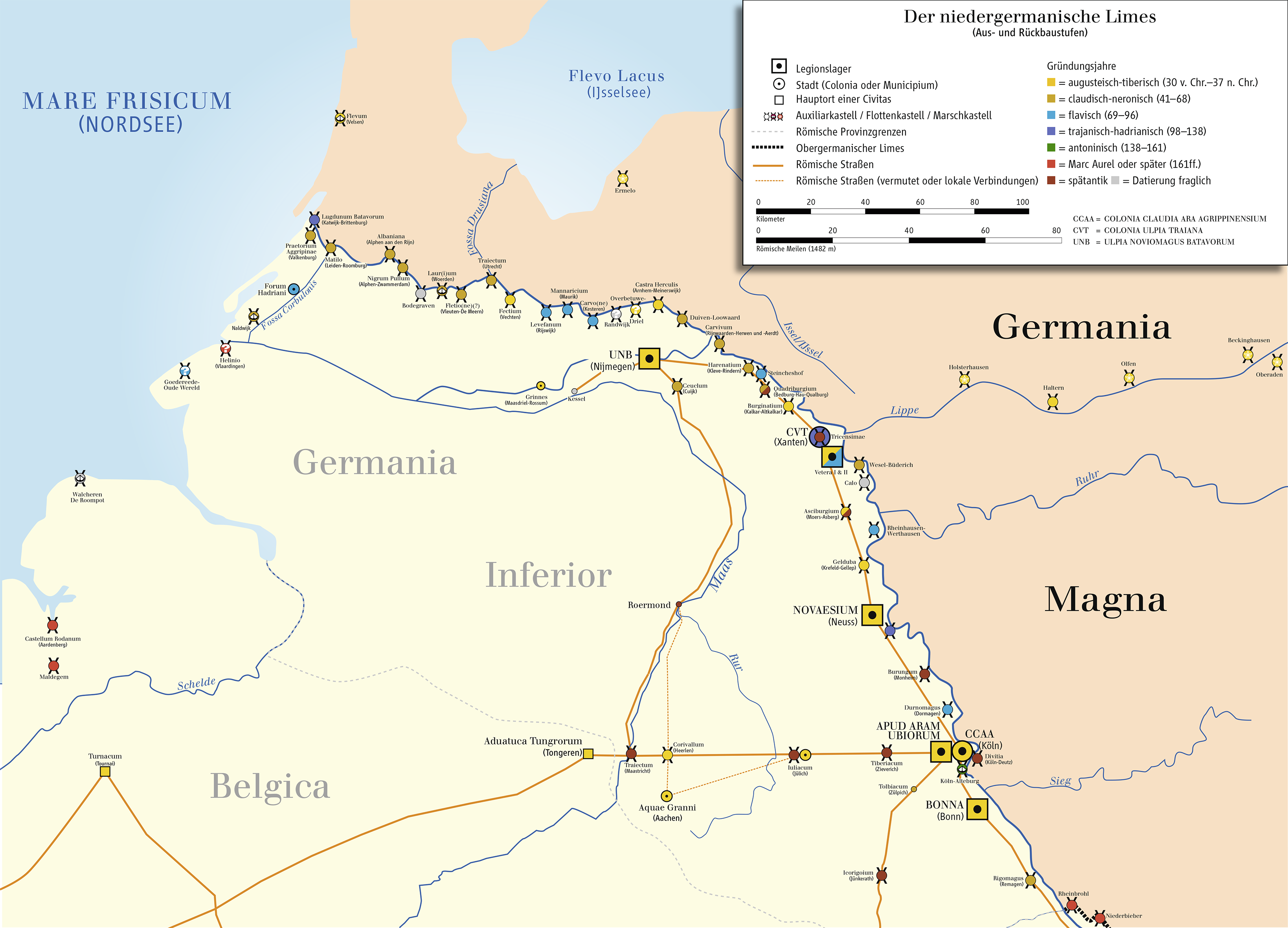
Lage Harenatiums im Verlauf des Niedergermanischen Limes.

Harenatium, auch Kastell Kleve-Rindern,  war im 1. bis 3. Jahrhundert eine mutmaßliche römische Befestigungsanlage am Niedergermanischen Limes, der seit 2021 zum UNESCO-Weltkulturerbe gehört. Der Ort lag an einem heute verlandeten Altarm des Rheins. Das heutige Bodendenkmal befindet sich in Ortslage von Rindern, einem Ortsteil der Stadt Kleve am Niederrhein. Die Kirche St. Willibrord markiert heute das  Zentrum des römischen Siedlungsplatzes.